# Claudius Seidl

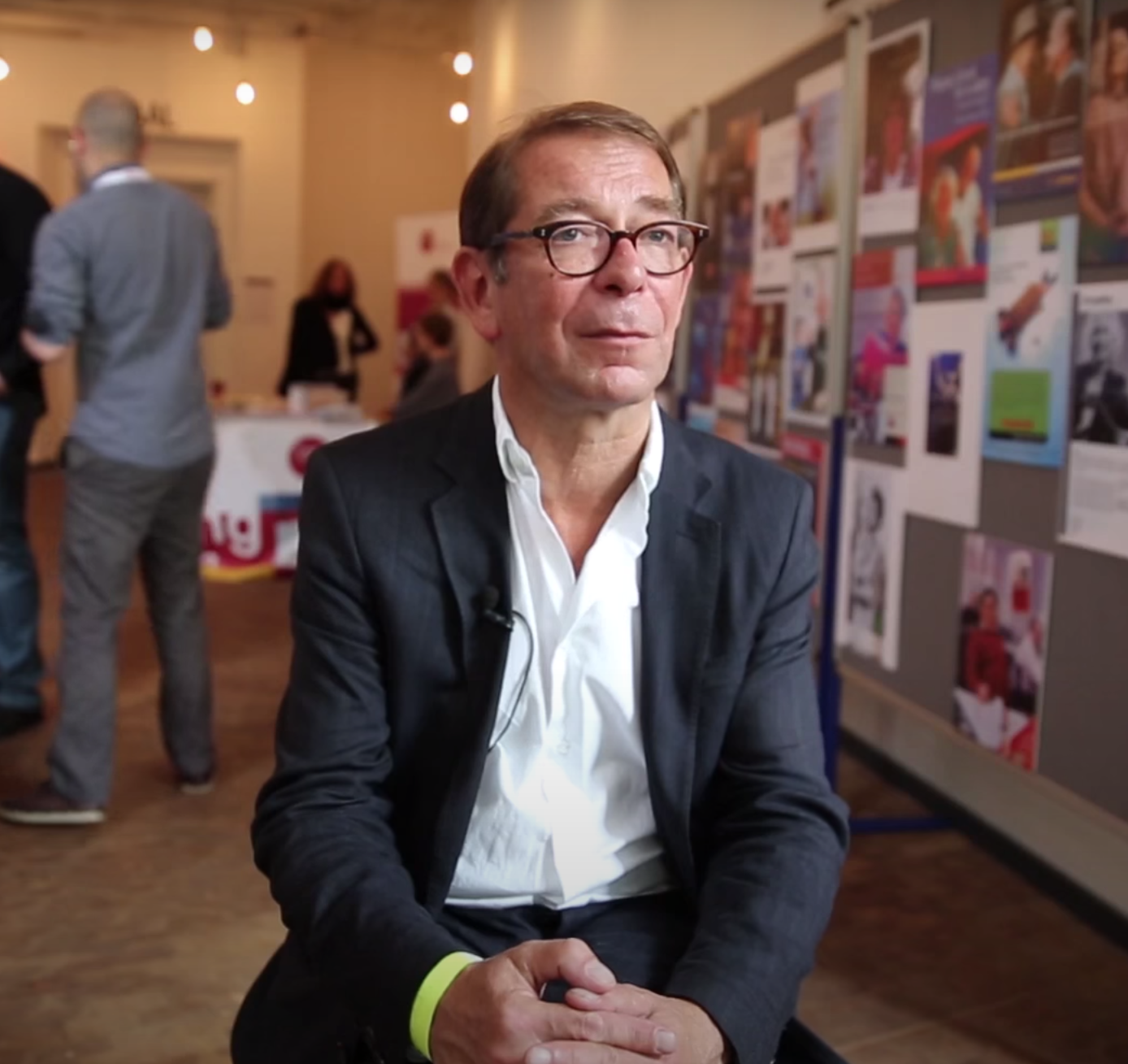
Claudius Seidl, 2013

Claudius Seidl (* 11. Juni 1959 in Würzburg) ist ein deutscher Publizist und Filmkritiker. Er war von 2001 bis 2020 Feuilletonchef der Frankfurter Allgemeinen Sonntagszeitung. Danach war er Redakteur im Feuilleton der FAZ.

## Leben
Seidl ist der Sohn eines Staatsanwalts, der starb, als Seidl sieben Jahre alt war. Er legte sein Abitur 1977 in Bamberg ab. Er studierte Theater- und Politikwissenschaft sowie Volkswirtschaftslehre an der Universität München.
Seidl begann seine Journalistenlaufbahn 1983 als freiberuflicher Filmkritiker für die Süddeutsche Zeitung, ab 1985 auch für die Die Zeit und ab 1987 für Tempo. 1990 wurde er Leiter des Ressorts für Populäre Kultur des Spiegel. 1996 ging er zur Süddeutschen Zeitung zurück und wurde dort stellvertretender Feuilletonchef.
Im Jahr 2001 übernahm er zusammen mit Florian Illies die Leitung der Feuilletonredaktion der Frankfurter Allgemeinen Sonntagszeitung, mit der Zuständigkeit für das Berliner Feuilleton. Seit Ende 2002 war er gemeinsam mit Volker Weidermann Ressortleiter. Weidermann wechselte 2015 zum Spiegel, Seidl übte das Amt von da an allein aus. 2011 bewarb er sich in einer Glosse um die Intendanz des ZDF. Seit 2013 ist er ständiger Teilnehmer der politischen Gesprächssendung Thadeusz und die Beobachter im rbb Fernsehen. 2020 endete seine Tätigkeit als Feuilletonchef der FAS. Als Kommentator ist Seidl regelmäßig auf Radio 3 zu hören.
Seidl ist römisch-katholisch und Mitgründer des PEN Berlin. Er lebt in München und bei Berlin in Brandenburg. Sein jüngerer Bruder ist der Journalist Christian Seidl. Claudius Seidl ist verheiratet.

## Werke
- Der deutsche Film der fünfziger Jahre. Heyne, München 1987, ISBN 3-453-86102-7.
- Billy Wilder. Heyne, München 1988, ISBN 3-453-00657-7.
- Das wilde Leben, mit Uschi Obermaier. Hoffmann und Campe, Hamburg 1994, ISBN 3-455-08603-9.
- Gnadenlos glücklich, mit Andrea Parr. dtv, München 1995, ISBN 3-423-30495-2.
- Männer essen Fleisch, Frauen essen Gemüse. Kiepenheuer & Witsch, Köln 2000, ISBN 3-462-02955-X.
- Hier spricht Berlin, mit Georg Diez, Nils Minkmar, Peter Richter und Anne Zielke. Kiepenheuer & Witsch, Köln 2003, ISBN 978-3-4620-3342-7.
- Schöne junge Welt: Warum wir nicht mehr älter werden. Goldmann, München 2006, ISBN 978-3-4421-5425-8.
- Schaut auf diese Stadt: Neue Geschichten aus dem barbarischen Berlin. Kiepenheuer & Witsch, Köln 2007, ISBN 978-3-4620-3790-6.
- Talking Jazz, mit Till Brönner. Kiepenheuer & Witsch, Köln 2010, ISBN 978-3-462-04167-5.
- Bilder im Kopf, mit Michael Ballhaus. Deutsche Verlags-Anstalt, München 2014, ISBN 978-3-421-04566-9.
- Als Herausgeber: Michael Althen: Liebling, ich bin im Kino! Texte über Filme, Schauspieler und Schauspielerinnen. Karl Blessing, München 2014, ISBN 978-3-89667-535-4.
- Helmut Dietl: Der Mann im weißen Anzug. Die Biografie. Kiepenheuer & Witsch, Köln 2022, ISBN 978-3-462-31653-7.
- Anstiftung zum Bürgerkrieg. Überwiegend politisches Feuilleton. Edition Tiamat, Berlin 2024, ISBN 978-3-89320-312-3.[9]